# André Vannecke
André Vannecke (Koksijde, 29 november 1923 - Waregem, 8 augustus 2007) was een Vlaamse priester. Hij is bekend om zijn inzet voor het onderwijs, als leerkracht in meerdere scholen, als stichter directeur van het Katho te Kortrijk en als directeur- generaal van het katholieke onderwijs NVKTO het huidige VVKSO.

## Biografie
Hij was de zoon van een Vlaamse vader en tevens schoolhoofd en Waalse moeder. Hij behaalde zijn diploma Licentie in de economische wetenschappen in 1951 en werd Leerkracht in het College van Oostende.
In 1962 stond hij mee aan de basis van het Hoger Handelsinstituut te Waregem dat ontstond uit het Heilig Hartcollege te Waregem. Meer en meer had dit aanhangsel nood aan ondersteuning en vrijheid.
In 1965 onderging het Hoger Handelsinstituut, samen met andere Katholieke hogescholen uit West-Vlaanderen, een fusie tot het Katho onder zijn impuls.
Hij werd de eerste directeur-stichter van deze school.
In 1968 werd hij benoemd tot directeur van het Nationaal verbond van Katholiek Technisch Onderwijs NVKTO en tevens secretaris-generaal van het Katholiek onderwijs VVKSO in de Guimardstraat van 1968 tot 1978.
In 1978 werd hij benoemd tot pastoor-deken te Waregem waar hij actief bleef tot hij op rust ging in 1994. Hij was tevens enige tijd diocesaan inspecteur economie.
In 2002 werd hij nog gehuldigd als ereburger van de Stad Kortrijk.
Hij bleef na zijn rust wonen te Waregem als eredeken, de Stad waar hij zich ondertussen goed in voelde en tevens supporter was van SV Waregem. Op 31 mei 2007 werd te Waregem zijn diamanten jubileum van 60 jaar tot priesterwijding nog gevierd. Hij overleed aldaar na een val en werd onder grote belangstelling van o.a. tientallen notabelen op 14 augustus 2007 ten grave gedragen.
Hij schreef ook enkele boeken.
'"Moeder waarom lachen wij"' (2004), een verzameling van grappen.
Hij was ook mede-auteur van het naslagwerk '"Historiek van het T.O en het B.O van 1831-1990"'